# Championnat de Géorgie de football 2014-2015
Navigation
Saison précédente Saison suivante
La saison 2014-2015 du championnat de Géorgie de football est la 26e édition de la première division géorgienne. Le championnat, appelé Umaglesi Liga, regroupe les seize meilleurs clubs géorgiens au sein d'une poule unique, où les équipes se rencontrent deux fois dans la saison, à domicile et à l'extérieur. À la fin de la saison, les deux derniers du classement sont relégués et le 14e doit affronter le 3e de deuxième division en barrage de promotion-relégation.
C'est le FC Dila Gori, qui remporte la compétition cette saison, après avoir terminé en tête du classement final, avec six points d'avance sur un duo composé du tenant du titre, le FC Dinamo Tbilissi et d'un des promus de D2, le Dinamo Batoumi. Il s'agit du tout premier titre de champion de Géorgie de l'histoire du club.

## Les clubs participants
- Chikhura Sachkhere
- FC Tskhinvali
- FC Shukura Kobuleti - Promu de Pirveli Liga
- FC Baia Zugdidi
- FC Dila Gori
- FC Samtredia - Promu de Pirveli Liga
- FC Dinamo Tbilissi
- FC Merani Martvili
- FC Zestafoni
- Dinamo Batoumi - Promu de Pirveli Liga
- FC Guria Lanchkhuti
- Kolkheti 1913 Poti - Promu de Pirveli Liga
- Metalurg Rustavi
- Sioni Bolnissi
- Torpedo Koutaïssi
- WIT Georgia Tbilissi

## Compétition
Le barème de points servant à établir les différents classements se décompose ainsi :
- Victoire : 3 points
- Match nul : 1 point
- Défaite : 0 point

### Classement
| Rang | Équipe               | Pts | J  | G  | N  | P  | Bp | Bc | Diff |
| ---- | -------------------- | --- | -- | -- | -- | -- | -- | -- | ---- |
| 1    | FC Dila Gori         | 64  | 30 | 19 | 7  | 4  | 50 | 23 | +27  |
| 2    | Dinamo Batoumi P     | 58  | 30 | 18 | 4  | 8  | 40 | 24 | +16  |
| 3    | Dinamo Tbilissi T C  | 58  | 30 | 17 | 7  | 6  | 56 | 28 | +28  |
| 4    | FC Tskhinvali        | 53  | 30 | 16 | 5  | 9  | 47 | 37 | +10  |
| 5    | Chikhura Sachkhere   | 46  | 30 | 13 | 7  | 10 | 39 | 36 | +3   |
| 6    | FC Samtredia P       | 45  | 30 | 13 | 6  | 11 | 40 | 31 | +9   |
| 7    | FC Shukura KobuletiP | 41  | 30 | 11 | 8  | 11 | 36 | 39 | -3   |
| 8    | Torpedo Koutaïssi    | 41  | 30 | 10 | 11 | 9  | 39 | 33 | +6   |
| 9    | FC Guria Lanchkhuti  | 39  | 30 | 10 | 9  | 11 | 38 | 43 | -5   |
| 10   | Kolkheti 1913 Poti P | 37  | 30 | 9  | 10 | 11 | 31 | 31 | 0    |
| 11   | FC Merani Martvili   | 36  | 30 | 9  | 9  | 12 | 29 | 33 | -4   |
| 12   | FC Baia Zugdidi      | 33  | 30 | 8  | 9  | 13 | 24 | 45 | -21  |
| 13   | Sioni Bolnissi       | 32  | 30 | 9  | 5  | 16 | 32 | 46 | -14  |
| 14   | Metalurgi Rustavi    | 26  | 30 | 6  | 8  | 16 | 25 | 46 | -21  |
| 15   | WIT Georgia Tbilissi | 26  | 30 | 7  | 5  | 18 | 29 | 40 | -11  |
| 16   | FC Zestafoni abandon | 26  | 30 | 6  | 8  | 16 | 40 | 61 | -21  |

|  | Qualification pour la Ligue des champions de l'UEFA 2015-2016                      |
|  | Qualification pour la Ligue Europa 2015-2016                                       |
|  | Participation au barrage de promotion-relégation                                   |
|  | Relégation directe en deuxième division                                            |
|  | Abandon du championnat en cours de compétition                                     |
|  | T : Tenant du titre C : Vainqueur de la Coupe de Géorgie P : Promu de Pirveli Liga |

- Le FC Zestafoni abandonne officiellement le championnat le 20 avril 2015, à l'issue de la 23e journée. L'ensemble des rencontres restant à jouer sont perdues sur tapis vert, sur le score de 0-3.

### Résultats

#### Barrage de promotion-relégation
| Équipe 1         | Résultat | Équipe 2                |
| ---------------- | -------- | ----------------------- |
| Metalurg Rustavi | 0 - 5    | (D2) Lokomotiv Tbilissi |

- Le Lokomotiv prend la place du Metalurg en première division.

## Bilan de la saison
| Championnat de Géorgie de football 2014-2015 |                          |
| Champion                                     | FC Dila Gori (1er titre) |
| Coupes et trophées                           |                          |
| Vainqueur de la Coupe de Géorgie 2014-2015   | FC Dinamo Tbilissi       |
| Qualifications continentales                 |                          |
| Ligue des champions de l'UEFA 2015-2016      | FC Dila Gori             |
| Ligue Europa 2015-2016                       | FC Dinamo Tbilissi       |
| Ligue Europa 2015-2016                       | Dinamo Batoumi           |
| Ligue Europa 2015-2016                       | FC Tskhinvali            |
| Promotions et relégations                    |                          |
| Promus en Umaglesi Liga                      | FC Saburtalo Tbilissi    |
| Promus en Umaglesi Liga                      | Sapovnela Terjola        |
| Promus en Umaglesi Liga                      | Lokomotiv Tbilissi       |
| Relégués en Pirveli Liga                     | Metalurg Rustavi         |
| Relégués en Pirveli Liga                     | WIT Georgia Tbilissi     |
| Relégués en Pirveli Liga                     | FC Zestafoni (abandon)   |